# Adetem
L’Adetem (Association nationale des professionnels du marketing) est une association française à but non lucratif fondée en le 26 mai 1954 et reconnue d’utilité publique.
Elle regroupe plus de 1 000 professionnels du marketing appartenant à des entreprises de tous les secteurs d’activité, des grandes entreprises aux PME, tant en B2B qu'en B2C.
Sa mission principale est de rassembler tous les professionnels du marketing, des études, de la connaissance client et de l'expérience client. 
Elle est adhérente active d’ESOMAR